# マニフェスト制度
マニフェスト制度（マニフェストせいど、manifest）とは、産業廃棄物の適正な処理を推進する目的で定められた制度。マニフェスト伝票を用いて廃棄物処理の流れを確認できるようにし、不法投棄などを未然に防ぐためのものである。
「マニフェスト」という呼称は一般的に行政機関などでも普通に使われているが、廃棄物処理法においては「産業廃棄物管理票」（第12条の3）としており、マニフェストという言葉は使われていない。
帳票も一般には全国産業廃棄物連合会のものがよく使われるが、その帳票の使用が法律で定められているわけではなく、法の定める要件を満たしていれば、独自の帳票を使用することも可能である。
マニフェスト（manifest）は元来英語で「積荷目録」の意味である。マニフェスト (manifesto)とは異なる。

## 制度の趣旨と規制
産業廃棄物は、排出事業者の責任において適正に処理しなければならない。（廃棄物処理法第3条）
しかし、ルールに従って行えば、産業廃棄物処理業の許可を持つ処理業者に処理を委託することができる。この場合、排出事業者は、その産業廃棄物が適正に処理されたことを、最後まで確認する必要がある。（法第12条第5項）
そこで法は、排出事業者にマニフェスト伝票の発行・回収・照合を義務付けるマニフェスト制度を定め、排出事業者が適正処理完了を確認する具体的な方法を明確にしている。
伝票がきちんと回収されないと、このマニフェスト制度は機能しないため、法定期間内に回収できなかった排出事業者は届出をしなければならない。これに違反すると排出事業者には罰則も存在する。
さらに法は、排出事業者および処理業者に、マニフェスト伝票の5年間の保存を義務付けている。この処理の記録が残ることにより、不法投棄などがあった場合に処理ルートを解明する重要な手がかりとなる。

## 制度の歴史
マニフェスト制度は1990年度より厚生省（現・厚生労働省、その後2001年に廃棄物行政は環境省へ移管）の指導により始まった。
そして1997年度廃棄物処理法の改正によって産業廃棄物のマニフェスト制度が義務付けられ、1998年12月より施行されている。

## 実際の運用
マニフェスト伝票は複写式7枚綴りのものを用いる。
1. 排出事業者は管理票（A、B1、B2、C1、C2、D、E票）に必要事項を記入の上、管理票（A、B1、B2、C1、C2、D、E票）と産業廃棄物を収集運搬業者に引き渡す。
2. 収集運搬業者は、受領した管理票（A、B1、B2、C1、C2、D、E票）に、収集運搬を受託した者の会社名と担当者の署名叉は押印し、産業廃棄物を引き取った証として、排出事業者に「A票」を渡す。
3. 収集運搬業者は、管理票（B1、B2、C1、C2、D、E票）に廃棄物の運搬を終了した時点で運搬終了日を記入し、管理票（B1、B2、C1、C2、D、E票）と産業廃棄物を処分業者に引き渡す。
4. 処分業者は、受領した管理票（B1、B2、C1、C2、D、E票）に、産業廃棄物を受領した日付と処分を受託した者の会社名と担当者の署名叉は押印し、産業廃棄物を引き取った証として、収集運搬業者に「B1、B2票」を渡す。
5. 収集運搬業者は、受領した管理票（B1、B2票）のうち「B1票」は手元に残し、「B2票」を運搬終了の証として、運搬終了後10日以内に排出事業者に返送する。
6. 処分業者は、中間処理終了後10日以内に、中間処理終了の証として、収集運搬業者にC2票を、排出事業者にD票を返送する。自社で最終処分まで終わればE票も排出事業者に返送する。
7. 処分業者が中間処理したものを更に最終処分業者に委託する場合、中間処理業者が排出事業者として新たなマニフェスト伝票を発行して最終処分業者に処理を委託し、その最終処分の伝票（新E票）の返送を待ち、それが戻ってきた時点でもとのE票をもとの排出事業者に返送する。
8. 排出事業者は、A、B2、D、E票がそろうことで最終処分（埋立処分、海洋投入処分又は再生）の終了を確認できる。
9. マニフェスト交付日から90日以内にB2、D票、180日以内にE票が返送されない場合、排出事業者は委託した廃棄物の状況を把握し、適切な措置を講じ、都道府県知事等に報告する義務がある。

- A票 …排出事業者から収集運搬業者に引渡した時の控え（排出事業者保存用）
- B1票…収集運搬業者から処分業者に引渡した時の控え（収集運搬業者保存用）
- B2票…運搬終了の報告（送付用、収集運搬業者 → 排出事業者）
- C1票…収集運搬業者から引取った時の控え（処分業者保存用）
- C2票…処分終了の報告（送付用、処分業者 → 収集運搬業者）
- D票…処分終了の報告（送付用、処分業者 → 排出事業者）
- E票…中間処理業者が最終処分（埋立処分、海洋投入処分又は再生）を確認した時の報告（送付用、処分業者 → 排出事業者）

1998年度より、従来の複写式伝票（紙マニフェスト）の取り扱いに加えて、電子マニフェスト制度（EMS、Electronic Manifest System）が導入され、インターネット上でマニフェストの処理が可能になった。
2001年度より、それまで6枚綴りだったマニフェストが7枚綴りになり、新たにE票が増やされた。E票は排出事業者の最終処分終了確認用に増やされたものである。これは実質的に排出事業者の確認範囲が最終処分まで拡大されたことを示す。

### 産業廃棄物管理票の記入事項等

#### 産業廃棄物管理票（廃棄物処理法第12条の3第1項）
その事業活動に伴い産業廃棄物を生ずる事業者（中間処理業者を含む。）は、その産業廃棄物（中間処理産業廃棄物を含む。第12条の5第1項において同じ。）の運搬又は処分を他人に委託する場合（環境省令で定める場合を除く。）には、環境省令で定めるところにより、当該委託に係る産業廃棄物の引渡しと同時に当該産業廃棄物の運搬を受託した者（当該委託が産業廃棄物の処分のみに係るものである場合にあつては、その処分を受託した者）に対し、当該委託に係る産業廃棄物の種類及び数量、運搬又は処分を受託した者の氏名又は名称その他環境省令で定める事項を記載した産業廃棄物管理票（マニフェスト）を交付しなければならない。

#### 産業廃棄物管理票の交付（廃棄物処理法施行規則第8条の20第1項）
1. 当該産業廃棄物の種類ごとに交付すること。
2. 引渡しに係る当該産業廃棄物の運搬先が2以上である場合にあつては、運搬先ごとに交付すること。
3. 当該産業廃棄物の種類（当該産業廃棄物に石綿含有産業廃棄物が含まれる場合は、その旨を含む。）、数量及び受託者の氏名又は名称が産業廃棄物管理票（マニフェスト）に記載された事項と相違がないことを確認の上、交付すること。
4. 中間処理業者（次号に規定する場合を除く。）にあつては、廃棄物処理法施行規則第8条の21第1項第8号及び第9号に規定する事項について、交付又は回付された当該産業廃棄物に係るすべての産業廃棄物管理票（マニフェスト）に記載された事項と相違がないことを確認の上、交付すること。
5. 中間処理業者（当該産業廃棄物に係る処分を委託した者が電子情報処理組織使用事業者である場合に限る。）にあつては、廃棄物処理法施行規則第8条の21第1項第8号及び第10号に規定する事項について、当該産業廃棄物に係るすべての第8条の31の2第3号の規定による通知に係る事項と相違がないことを確認の上、交付すること。

#### 産業廃棄物管理票の記載事項（廃棄物処理法施行規則第8条の21第1項）
1. 産業廃棄物管理票（マニフェスト）の交付年月日及び交付番号
2. 氏名又は名称及び住所
3. 産業廃棄物を排出した事業場の名称及び所在地
4. 産業廃棄物管理票（マニフェスト）の交付を担当した者の氏名
5. 運搬又は処分を受託した者の住所
6. 運搬先の事業場の名称及び所在地並びに運搬を受託した者が産業廃棄物の積替え又は保管を行う場合には、当該積替え又は保管を行う場所の所在地
7. 産業廃棄物の荷姿
8. 当該産業廃棄物に係る最終処分を行う場所の所在地
9. 中間処理業者（次号に規定する場合を除く。）にあつては、交付又は回付された当該産業廃棄物に係る産業廃棄物管理票（マニフェスト）を交付した者の氏名又は名称及び産業廃棄物管理票（マニフェスト）の交付番号
10. 中間処理業者（当該産業廃棄物に係る処分を委託した者が電子情報処理組織使用事業者である場合に限る。）にあつては、当該産業廃棄物に係る処分を委託した者の氏名又は名称及び第8条の31の2第3号に規定する登録番号
11. 当該産業廃棄物に石綿含有産業廃棄物が含まれる場合は、その数量

#### 産業廃棄物管理票制度の運用について
1. 種類は、廃棄物処理法第2条第4項及び廃棄物処理法施行令第2条に規定する産業廃棄物の種類を原則とし、特別管理産業廃棄物である場合にはその旨を記載しなければならないが、例えばシュレッダーダストのように複数の産業廃棄物が発生段階から一体不可分の状態で混合しているような場合には、その混合物の一般的な名称を記載して差し支えないこと。
2. 数量の記載は、重量、体積、個数などその単位系は限定されないこと。
3. 交付番号は、事業者が当該管理票を特定できる任意の番号を記載すること。
4. 交付を担当した者の氏名は、事業者の氏名又は名称ではなく、実際に管理票の交付を担当した従業者の氏名を記載すること。ただし、(4)により元請業者（廃棄物処理法第21条の3第1項に規定する元請業者をいう。以下同じ。）が同条第3項に基づき下請負人（同条第2項に規定する下請負人をいう。以下同じ。）を経由して受託者に管理票を交付した場合には、当該交付を担当した下請負人の氏名を記載すること。
5. 運搬又は処分を受託した者の氏名又は名称及び運搬又は処分を受託した者の住所は、事業者が管理票を交付する際に記載しなければならないこと。
6. 荷姿は、バラ、ドラム缶、ポリ容器など具体的な荷姿を記載すること。
7. 最終処分を行う場所の所在地は、最終処分を行う予定先の事業場の所在地を記載するものであって、事業場の所在地の市町村名及び事業場の名称などを記載することで差し支えないこと。事業者は、中間処理を委託する場合であっても、処分受託者からその委託先を調査するなどして記載しなければならないこと。また、「最終処分」とは、埋立処分、海洋投入処分又は再生をいうことから、委託した産業廃棄物について中間処理後に一部分が再生され、その余の部分が埋立処分される場合には、再生処理施設と最終処分場のいずれも記載しなければならないこと。なお、最終処分の予定先が複数である場合など管理票に記載することが困難である場合には、別途委託契約書に記載されたとおりであることを記載し、これを省略して差し支えないこと。
8. 中間処理業者が記載すべき交付又は回付された当該産業廃棄物に係る管理票を交付した者の氏名又は名称及び管理票の交付番号は、例えば、木くずの焼却処分を行う中間処理業者が、焼却後の燃え殻の埋立処分を委託する場合は、当該燃え殻に係る焼却処分を受託した木くずについて、その焼却処分を委託した事業者の氏名又は名称及び当該事業者から交付された管理票の交付番号を記載するものであること。なお、中間処理を委託した事業者が複数である場合など管理票に記載することが困難な場合には、別途帳簿に記載されたとおりであることを記載し、これを省略して差し支えないこと。

#### 産業廃棄物対策に関する行政評価・監視　結果報告書
環境省は、管理票の「数量」欄の記載方法については、平成13年管理票制度運用通知において、「数量の記載は、重量、体積、個数などその単位系は限定されないこと」を示しているが、具体的な記載方法は示していない。これについて環境省は、当省の調査に対して、この通知は、単に単位系について示したものではなく、数量の記載に当たっては、例えば「４ｔトラック１台」など、荷姿と個数や運搬容器の容量等を用いて記載しても良いという趣旨であり、運搬容器の容量等が不明の場合等においては、数量は収集運搬業者に聞いて記載しても良いとの見解を示したものであると説明している。しかし、当該通知の趣旨や環境省の見解が必ずしも徹底していないことが、排出事業者が数量を未記載のまま管理票を収集運搬業者に交付している一因となっていると考えられる。

### 混合物の定義
- 廃棄物が発生した段階から産業廃棄物が混合しているもの。
- それぞれの産業廃棄物の種類ごとに容易に分離できないもの。

発生の段階では別々に発生した廃棄物を、一つの保管場所にまとめた廃棄物は混合物ではない。
（例：解体工事によって生じた異なる種類の建設廃棄物を同一のコンテナに混載したもの）

## 問題点
- マニフェストは、一般廃棄物（事業者によるものも含む）および産業廃棄物であっても委託をせず排出事業者が自ら処理するもの（一般に「自己処理」や「自社処理」などと呼ばれる）には義務付けられていない。

- 「政府当局がすべての産業廃棄物の流れを把握する」という、高い理想も念頭に置いて導入されたマニフェスト制度だが、当初は、マニフェストの都道府県への報告（法第12条の3第6項および施行規則第8条の27）を、「当分の間・・・適用しない」（附則 《平成12年8月18日厚生省令第115号》 第2条）としており、法で定めているにもかかわらず附則で実施を無期限猶予するという状態になっていた（多量排出事業者の処理計画・報告提出はあった）。この猶予は平成18年度で打ち切られ、平成19年度のマニフェスト交付状況から報告が必要となっている。

## 関連製品
- 排出事業者/収集・運搬業/処分業者向けマニフェスト作成・管理システム（マニフェストの発行管理や廃棄物の集計などができるシステム）が各社から発売されている。